# Берзе
Берзе (нід. Beerze) — селище в нідерландській провінції Оверейсел. Входить до муніципалітету Оммен.
Його площа становить 9,29 км², а населення станом на 2021 рік складало 195 осіб.